# خربه عارف
خربه عارف (به عربی: خربة عارف) یک روستا در سوریه است که در ناحیه حربنفسه واقع شده‌است. خربه عارف ۶۲۷ نفر جمعیت دارد.